# Huberto Alvarado Arellano
Huberto Alvarado Arellano (1927-1974) fue un poeta, ensayista y político comunista guatemalteco. Nació en 1927 y murió en 1974 a manos de Escuadrones de la muerte paramilitares. Su interés por la política surgió de sus experiencias en la Revolución de Guatemala de 1944, que se caracterizaron por su inmersión en la política de izquierda. Pronto fue nombrado secretario general de la Alianza de la Juventud Democrática Guatemalteca.

## Biografía
Nacido en 1927, Alvarado además de político se dedicó a una notable producción cultural y literaria, principalmente a través del grupo Saker-Tí ("Amanecer" en kaqchikel), del que había sido fundador. Saker-Tí era un colectivo de jóvenes escritores comprometidos con los valores democráticos y con la revalorización del legado cultural autóctono de Guatemala. El grupo terminó uniéndose masivamente al Partido Guatemalteco del Trabajo (PGT) y en 1949 Alvarado fue nombrado miembro del Comité Central del partido y más tarde de su Comisión Política.
El 17 de junio de 1954, el gobierno democráticamente electo del reformista Jacobo Arbenz fue derrocado en un golpe de Estado orquestado por la CIA que puso fin a la Revolución guatemalteca. Fue llevado a cabo por expatriados reaccionarios que ingresaron a Guatemala desde territorio hondureño, con el apoyo y la coordinación de Estados Unidos. Tras la caída del gobierno democrático, una de las primeras medidas adoptadas por el nuevo régimen fue la proscripción del Partido del Trabajo. Alvarado se exilió, primero en Ecuador y después en México.
Alvarado regresó pronto a Guatemala y logró vivir relativamente tranquilo hasta que fue nuevamente perseguido y encarcelado. Una campaña internacional logró su liberación y posterior regreso al exilio en México.
Alvarado, que en ese momento se desempeñaba como aecretario general del Partido Guatemalteco del Trabajo, después de que su anterior secretario general, Bernardo Alvarado Monzón, fuera capturado y ejecutado por órdenes del presidente Carlos Arana Osorio, regresó a su país en 1974. No viviría más.
El 20 de diciembre de 1974, Huberto Alvarado fue herido y capturado por fuerzas gubernamentales. Al día siguiente, su cuerpo torturado y mutilado fue arrojado a las afueras de la Ciudad de Guatemala.